# 喜連川氏春
喜連川 氏春（きつれがわ うじはる）は、江戸時代中期の大名。下野国喜連川藩の第4代藩主。戌王丸、右兵衛督。

## 生涯
寛文10年（1670年）、宮原義辰の次男として生まれる。母は某氏。
喜連川昭氏の養嗣子だった氏信（昭氏の実弟）が同年（寛文10年）5月に早世していたため、同年7月23日、昭氏の養子となり、その娘を室とした。
天和2年（1682年）7月28日、13歳のとき、徳川綱吉に初めて御目見した。正徳3年（1713年）11月、養父・昭氏が死去。正徳4年（1714年）1月19日、遺領を継いだ。
享保6年（1721年）6月25日（『寛政重修諸家譜』では6月29日）、死去。52歳。天山道公大常院と号した。
茂氏が遺領を継いだ。

## 系譜
○出典：『寛政重修諸家譜』
父母
- 父：宮原義辰
- 母：某氏
- 養父：喜連川昭氏

兄弟姉妹
- 宮原義真
- 喜連川氏春
- 女子 - 杉浦政令の妻

室
- 喜連川昭氏の娘

子女
- 喜連川茂氏 - 母は某氏
- 女子 - 母は某氏。前田長泰の妻